# Nina Ehegötz
Nina Ehegötz (* 22. Februar 1997 in Dortmund) ist eine deutsche Fußballspielerin.

## Karriere

### Vereine
Nina Ehegötz begann im Alter von fünf Jahren beim PTSV Dortmund mit dem Fußballspielen und wechselte über eine einjährige Zwischenstation bei der SG Lütgendortmund 2012 in die Jugendabteilung des FSV Gütersloh 2009. Als Torschützenkönigin der vor dieser Saison neu gegründeten B-Juniorinnen-Bundesliga West/Südwest hatte sie 2012/13 großen Anteil am Einzug ins Finale um die Deutsche B-Juniorinnen-Meisterschaft gegen den FC Bayern München. Dort erzielte Ehegötz zwar die zwischenzeitliche 1:0-Führung, am Ende setzten sich die Münchnerinnen aber mit 3:1 durch.
2013/14 gehörte Ehegötz bereits zum Kader der ersten Mannschaft Güterslohs und gab am 6. Oktober 2013 gegen den FFV Leipzig als Einwechselspielerin ihr Debüt in der 2. Bundesliga Nord. Im Folgejahr war sie mit zwölf Ligatreffern gemeinsam mit Marie Pollmann die beste Torschützin der Mannschaft. Zur Saison 2015/16 wechselte sie zum 1. FC Köln, dem kurz zuvor der Aufstieg in die Bundesliga gelungen war. Am 30. August 2015 (1. Spieltag) gab sie im Auswärtsspiel gegen Werder Bremen ihr Bundesligadebüt. Auch bei den folgenden Ligapartien stand sie regelmäßig in der Startformation, konnte den direkten Wiederabstiegs Köln allerdings nicht verhindern, woraufhin sie zur Saison 2016/17 einen Vertrag beim Bundesligisten Bayer 04 Leverkusen unterzeichnete. Aufgrund eines in der Ligapartie gegen den MSV Duisburg erlittenen Kreuzbandrisses verpasste sie nahezu die komplette Saison. Nach dem Abstieg Leverkusens unterschrieb sie zur Spielzeit 2017/18 beim 1. FFC Turbine Potsdam einen Zweijahresvertrag bis zum 30. Juni 2019. Der Vertrag wurde zuletzt Ende 2020 verlängert. Auf eigenen Wunsch beendete sie am 28. Februar 2022 ihre Spielerkarriere. Das letzte Bundesligaspiel bestritt sie am 11. Februar 2022 (14. Spieltag) beim 4:2-Sieg im Heimspiel gegen Bayer 04 Leverkusen, in dem sie in der vierten Minute der Nachspielzeit den Treffer zum Endstand erzielte.
Acht Monate nach ihrem Karriereende kehrte sie aufs Spielfeld zurück; die aufstrebende Frauenfußballabteilung des FC Viktoria 1889 Berlin bot ihr einen Lizenzspielervertrag an, der bis zum 30. Juni 2024 Gültigkeit besitzt. Ihr Pflichtspieldebüt für den in der drittklassigen Regionalliga Nordost spielenden Verein gab sie am 13. August 2023 beim 3:1-Erstrundensieg über den TSV Barmke im DFB-Pokal-Wettbewerb.

### Nationalmannschaft
Ehegötz gehörte seit ihrem Debüt für die U-15-Nationalmannschaft im Jahr 2012 regelmäßig zum Aufgebot der Juniorinnen-Auswahlen des DFB. Im Sommer 2013 gewann sie mit der U-16-Nationalmannschaft den Nordic Cup auf Island und gehörte im Dezember desselben Jahres zum 18-köpfigen deutschen Team, das in England die U-17-Europameisterschaft gewann. Im März 2014 nahm sie an der U-17-Weltmeisterschaft in Costa Rica teil, wo sie zwar zwei Treffer erzielte, die Mannschaft jedoch bereits nach der Vorrunde die Heimreise antreten musste. 2015 qualifizierte sich Ehegötz mit der U-19-Nationalmannschaft für die Europameisterschaft in Israel und erreichte dort das Halbfinale. Im Oktober 2015 gab sie ihr Debüt im Trikot der U-20-Nationalmannschaft und schaffte im Frühjahr 2016 mit der U-19-Nationalmannschaft erneut die Qualifikation für die Europameisterschaft in dieser Altersklasse. Dort schied sie mit ihrer Mannschaft in der Gruppenphase aus. Sie erzielte in 3 Einsätzen dabei ein Tor.

## Sonstiges
2014 trat Ehegötz im Aktuellen Sportstudio im Torwandschießen gegen Felix Loch und Alfons Hörmann an. Dabei gelangen ihr drei Treffer.

## Erfolge
Nationalmannschaft
- U17-Europameister 2014
- Nordic-Cup-Sieger 2013

Vereine
- Deutscher B-Juniorinnen-Vizemeister 2012/13 mit dem FSV Gütersloh 2009
- Torschützenkönigin B-Juniorinnen-Bundesliga West/Südwest 2013

## Auszeichnungen
- Preisträgerin Fritz-Walter-Medaille 2016 in Gold (U19), 2015 in Silber (U18)